# 静峰ふるさと公園

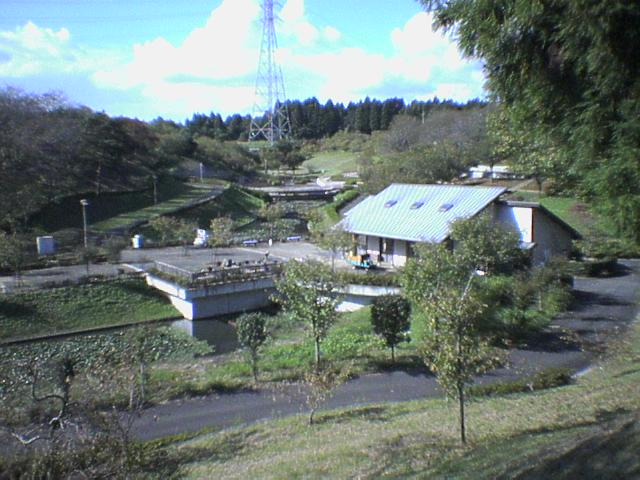
静峰ふるさと公園

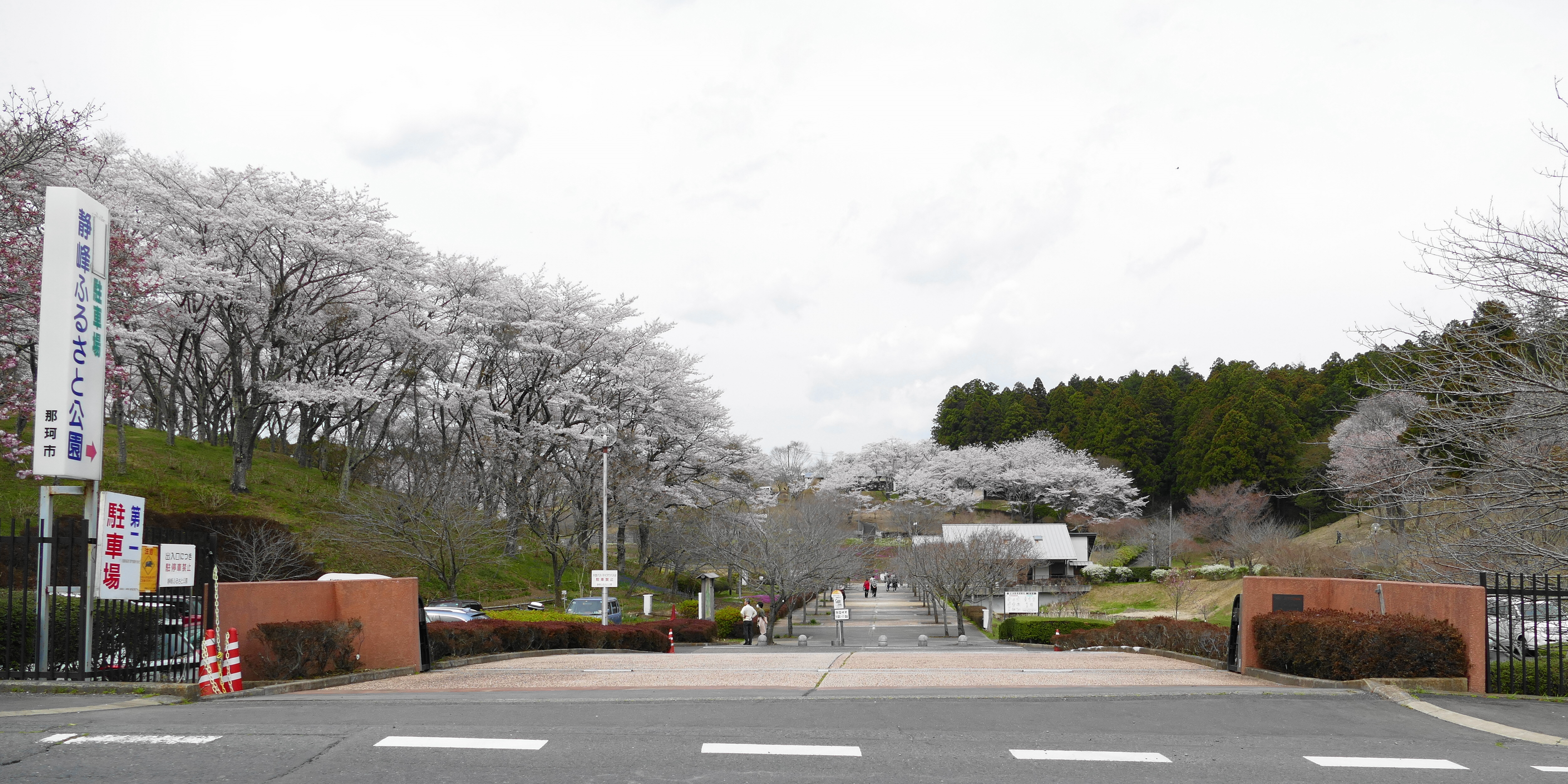
公園の入り口

静峰ふるさと公園（しずみねふるさとこうえん）は茨城県那珂市にある公園。

## 概要
1965年に当時の茨城県那珂郡瓜連町が静神社に近接した丘陵地 40,000 m2 に公園を造成、1970年には 120,000 m2 に拡張された。
1988年からは「ふるさとづくり特別対策事業」として、遊具施設、水上ステージ、水鳥の池などが整備された。
また、園内の一角には、入浴設備などを備えた余暇活用施設「しどりの里」がある。
なお、「しどり」は漢字にすれば「静織」で太古にこの地で織物が作られたことに由来すると『常陸国風土記』に記されている。
園内には約2,000本のサクラが植えられているが、主にヤエザクラであり、『日本さくら名所100選』に選ばれている。花の見頃は4月下旬から5月上旬になる。
そのほかにも、ウメ、ソメイヨシノ、ツツジ、アジサイ、ハギなどが植えられ、四季を通じて花が楽しめる。

## 所在地
- 茨城県那珂市静1720-1
  - JR水郡線静駅から徒歩15分
  - 常磐自動車道那珂インターチェンジから 6 km

## 開園時間
- 開園時間：9:00 - 17:00（夜桜期間中は9:00 - 21:00）
- 月曜（休日の場合は火曜）及び12月28日 - 1月4日は休園

座標: 北緯36度30分05秒 東経140度25分12秒 / 北緯36.50133度 東経140.41994度